# Pugad Baboy
Pugad Baboy («porquera» en filipí) és una tira còmica creada per l'autor Pol Medina Jr. l'any 1988.
Encara que al principi pensà que la tira no duraria ni una setmana, se n'han publicat més de trenta volums recopilatoris:
| «                | Jo vull fer un Charles Schulz: morir dibuixant. Si els meus fills la continuen, Pugad Baboy es publicarà indefinidament. | » |
| — Pol Medina Jr. | |   |

La tira es feu popular durant la dècada de 1980 pel seu humor irreverent i per la sàtira de la societat filipina: després de treballar com a arquitecte a l'Iraq, Medina s'inspirà en un amic que havia comprat una granja de porcs i en altres aspectes de l'actualitat sociopolítica per a crear la tira; els protagonistes, inspirats per amics d'infància de Parañaque i companys de treball a l'Iraq, són la família Sungcal i el gos Polgas —el qual parla i s'adreça al públic per a expressar les opinions de Medina—, entre més personatges amb l'obesitat com a tret distinctiu.
El primer volum recopilatori de la sèrie, Pugad Baboy One, es publicà el 1989 com a part d'una tesi doctoral i exhaurí les huit-centes còpies en poc de temps; després de moltes sol·licituds, Medina el reeedità l'any 1997.
El 23 de setembre de 1993, la cadena de televisió GMA 7 emeté el primer capítol de la telesèrie d'acció real Rated PB: Pugad Baboy Sa TV, amb els actors Edgar Mortiz i Giselle Sanchez, que contribuí a augmentar la popularitat del còmic, encara que en no capturà l'essència; Medina aprofità l'èxit de Pugad Baboy per a fer merxandatge i editar una revista amb tires d'altres autors, Polgas Comics;
els personatges també han aparegut en productes alimentaris com Quake Overload Cakes o Dencio's i en una sèrie de ninotets anomenats Pigurines.
Després de publicar-la durant vint-i-cinc anys en el diari The Philippine Daily Inquirer, el 7 de juny del 2013 deixà la capçalera per desavinences amb la direcció: el motiu oficial fon la polèmica sobre la reedició d'una tira, publicada el març anterior sense cap ressò, en la qual criticava la hipocresia del cristianisme front als col·lectius LGTBI, que provocà que deixaren de publicar la sèrie en la pàgina d'humor, però Medina insinuà que havia sigut despatxat i que el detonant eren unes altres tires en les quals satiritzava l'ex president Ferdinand Marcos.
Onze dies més tard, Pugad Baboy ressorgí com a webcòmic en el portal Rappler fins al 2018: el 5 de març del mateix any, el diari The Philippine Star continuà la publicació de la sèrie, junt amb altres tires com Proof de René Aranda o Beerkada, de Lyndon Gregorio.
El 2017, Medina col·laborà amb la cadena de pneumàtics Yokohama amb dibuixos i tires inèdites per a celebrar el centenari de l'empresa.